# Peter Foster
Peter Foster (ur. 27 lipca 1960) – australijski kajakarz. Brązowy medalista olimpijski z Seulu.
Zawody w 1988 były jego jedynymi igrzyskami olimpijskimi. Był trzeci w kajakowej dwójce na dystansie 1000 metrów, partnerował mu Kelvin Graham. Jego ojciec Jake oraz siostra Margot również byli olimpijczykami.